# 峨眉千里光
峨眉千里光（学名：Senecio faberi）为菊科千里光属的植物。分布于尼泊尔以及中国大陆的贵州、四川等地，生长于海拔950米至2,700米的地区，见于林下、草坡、灌丛和阴湿处，目前尚未由人工引种栽培。
种名 faberi 以19世纪来中国传教、收集植物的德国植物学家花之安（Ernst Faber, 1839-1899）的名字命名。

## 别名
密伞千里光